# Amikor már azt hitted, hogy vége
Amikor már azt hitted, hogy vége (węg. Kiedy już myślałeś, że to koniec) – jedenasty album węgierskiej grupy rapowej Ganxsta Zolee és a Kartel, wydany w 2009 roku przez Alexandra Records na CD. Album zajął dziewiąte miejsce na liście Top 40 album- és válogatáslemez-lista.

## Lista utworów
1. "Intro" (feat. Zoltán Miller) (0:50)
2. "Büdös vas" (3:09)
3. "Visszajövök (és seggbe rúglak)" (2:52)
4. "Gengszterek úgy, mint a sztárok" (3:09)
5. "Kartel Anthem 25" (feat. Zoltán Miller) (2:39)
6. "Semmi személyes (itt minden üzlet) (feat. Majka) (4:51)
7. "Pitbull" (feat. Diego & Donna, Diana Gajzáró, Botond Kalmár) (3:13)
8. "Bosszú" (3:21)
9. "Tengertánc" (3:14)
10. "Kartel Anthem 26 - bugger off" (0:25)
11. "Dublin" (3:08)
12. "19 (i.m. ifj. Ocskay Gábor)" (feat. Sarolta Bede) (5:01)
13. "Ittas" (3:24)
14. "Vaginaboogie" (2:45)
15. "Amikor már azt hitted, hogy vége" (feat. Sarolta Bede, Majka) (4:44)